# Pausa
În lingvistică, Pausa (latinescul pentru "pauză", de la grecescul "παῦσις" pausis "oprire, încetare") este hiatusul dintre unitățile prozodice. Unele legi de sunet funcționează în mod special doar cu Pausa; de exemplu, anumite foneme pot fi pronunțate în mod diferit la începutul sau la sfârșitul unui cuvânt, atunci când nici un alt cuvânt ce precede sau urmează în cadrul aceleiași unități prozodice, la fel ca în forma de citare. Unele medii sunt adesea numite pre-pausal și post-pausal, respectiv; frazele din pausa și forma pausal sunt adesea percepute la sfârșitul unei unități prozodice, în poziția pre-pausal sunt mai frecvente decât cele post-pausal.
În limba engleză, ultima silabă subliniată înainte de un Pausa primește stres tonic, oferind iluzia unei distincții între stres primar și secundar. În dialectele limbii engleze, în legătura intruzivă R (un tip de legătură), R nu se realizează în Pausa, chiar și atunci când următorul cuvânt începe într-o vocală. 
În limba arabă, și ebraică, și alte limbi semitice ca și în Egipt, Pausa afectează inflexiuni gramaticale. În limba arabă, în vocalele scurte se renunță înainte de Pausa, și genul este modificat: alfabetul arab are litera ة  pentru genul feminin, care se pronunță clasic [h] în Pausa dar [t] în legătură. În ebraica biblică, / laχ / (ebraică: לך) este forma generală a genului feminin.
În limba spaniolă, caracterele [β̞, D, ɣ̞, ʝ̞] se pronunță ca escale [b, d, ɡ, ɟʝ] după Pausa.
În toscană, forma infinitivă completă a verbului are loc numai în poziția de pre-pausal.
În Kombe, într-un ton ridicat, ultimul cuvânt devine scăzut în Pausa.

## Veziși
- Sandhi